# Mario Castellano Marchal
 Mario Castellano Marchal (Jaén, 1980) es un escultor, imaginero y pintor español.

## Biografía
Comenzó sus estudios artísticos en Córdoba donde realizó el bachillerato de la rama artística y fue discípulo de Antonio Bernal y Paco Romero.
Se licenció en bellas artes en la Universidad de Salamanca tras lo cual se estableció en Sevilla donde reside y trabaja en la actualidad. 
Aunque sea escultor y pintor, también se dedica a la difícil tarea de la restauración de antiguas imágenes tanto para iglesias y cofradías.

## Obras
En escultura caben destacar algunas obras como:
- Pequeña imagen de Virgen dolorosa. Propiedad del pintor y cronista Tomás Lendínez. Villargordo (Jaén)
- Imagen inspirada en la Macarena.Propiedad particular. Jaén
- Las imágenes de Cristo Rey, San Eufrasio, Santo Domingo y San Félix de Cantalicio para el canasto del Cristo de la Piedad de la cofradía de la Estrella. Jaén
- Busto de Dolorosa propiedad de Antonio Bernal
- Dolorosa propiedad de asociación juvenil "Manolo Puertollano". Jaén
- Jesús de la Salud Despojado de sus Vetiduras. Tamaño académico. Propiedad Particular. Jaén
- Dolorosa del Rosario.Propiedad de particular. Jaén
- Retrato escultórico propiedad particular. Málaga
- Restauraciones de San José y una Inmaculada de la Parroquia de Santa Lucía de Frailes (Jaén)
- Restauración de la Virgen de los Dolores de la Iglesia Conventual de la Coronada de La Guardia (Jaén)
- Crucificado pequeño formato. Colección particular. Sevilla
- María Santísima de la Victoria. Hermandad de la Resurrección. Jaén
- María Santísima de la Consolación. Hermandad de los Estudiantes. Linares (Jaén).Virgen de la consolación (enlace roto disponible en Internet Archive; véase el historial, la primera versión y la última).
- Entrada Triunfal de Jesús en Jerusalén a lomos del Borriquillo. Quesada (Jaén)
- María Santísima del Dulce Nombre. Jaén
- María Santísima de Tiscar. Martorell (Barcelona)
- Niño Jesús. Hermandad de Tiscar. Martorell (Barcelona)
- María Santísima del Amor. Propiedad particular. Jaén
- Restauración de Nuestra Señora de los Dolores. Casillas de Martos (Jaén)
- Restauración de Nuestra Señora del Carmen. Hermandad de la Vera Cruz de Arahal (Sevilla)
- Grupo escultórico de Virgen con niño sobre nube con cabezas de ángeles. Colección particular. Córdoba
- Restauración de Cristo Yacente. Propiedad particular. Sevilla
- Nuestra Señora del Dulce Nombre en su Amargura. Propiedad de Fray Ricardo de Córdoba. Jerez de la Frontera (Cádiz)
- Dolorosa tamaño académico. Colección particular. Madrid
- Virgen del Prado. Para colección particular en Gines (Sevilla).
- Virgen de los Ángeles. Colección particular. Puerto de la Cruz (Tenerife)
- Policromía y encarnadura de Dolorosa de tamaño natural. Asociación de fieles "Nuestra Señora de la Encarnación".Torredonjimeno (Jaén).
- Restauración de Virgen de los Dolores. Colección particular. Sevilla.
- Virgen de los Desamparados. Colección Particular. Sevilla
- Virgen Dolorosa. Colección particular Hinojos (Huelva)
- Jesús Nazareno. Colección particular Sevilla.
- Restauración María Santísima de las Angustias particular. Sevilla
- Restauración del niño Jesús, de la Virgen del Puerto.Patrona de Zufre (Huelva)
- Virgen de los Dolores en su inmaculada Concepción. Puerto de la Cruz (Tenerife)
- Virgen Inspirada en la Soledad de Castilleja. Sevilla
- San José. Colección particular El Puerto de Santa María (Cádiz)
- Restauración y estofado de Inmaculada. Colección particular Sevilla
- Virgen de la Esperanza en su Soledad, tamaño académico. Colección particular Sevilla
- Virgen de los Reyes (copia de la original) Colección particular Sevilla
- Misterio de Nacimiento, tamaño académico Hermandad de la Estrella Guadix (Granada)
- Virgen de la Amargura, tamaño académico. Colección particular Sevilla
- Virgen de las Tristezas. Parroquia de la Puebla de Don Fadrique (Granada)
- Peana con nube con tres cabezas de ángeles para virgen.Colección particular. Sevilla
- Restauración Inmaculada Concepción. Colección particular, La Palma del Condado (Huelva)
- Virgen de la Salud. Colección particular. La Palma del Condado (Huelva)
- Nuestra Señora del Carmen. Colección particular. Sevilla
- Restauración terracota rondeña. Colección particular. Ecija (Sevilla)
- Restauración Belén Napolitano. Colección particular. Sevilla
- Belén. Colección particular. Sevilla
- Intervención y policromía Niño Jesús. Colección particular. Sevilla
- Restauración y policromía de las imágenes de San Francisco y San Antonio. Hermandad del Cautivo. La Palma del Condado (Huelva)
- Restauración de Virgen del Pilar. Colección particular. La Palma del Condado (Huelva)
- Restauración pintura de Jesús Nazareno. Sevilla
- Réplica de Jesús Cautivo de la Palma del Condado (Huelva).
- Cristo Yacente. Colección particular Hinojos (Huelva).
- Dolorosa. Colección Particular Guadix (Granada)
- Virgen del Carmen. Colección particular Sevilla.
- Virgen de la Concepción Dolorosa. Colección particular. Morón de la Frontera (Sevilla).